# Мукачівський автобус
Мукачівський автобус — система автобусного громадського транспорту Мукачева та громади, що має 10 внутрішньоміських маршрутів та 1 приміський маршрут.

## Історія
В червні 2016 року місто закупило 20 автобусів Ataman А092H6 для комунального перевізника, після отримання їх перефарбовано в зелений колір, оснащено турнікетами з можливістю безготівкової оплати проїзду. До цього у місті працювали тільки приватні автобуси.
12 вересня 2017 року автобуси почали працювати в тестовому режимі поряд із старими маршрутками. Всередині були волонтери, які розповідали містянам про безготівкову оплату проїзду та пояснювали, як нею користуватися. Наступного дня новий транспорт почав повноцінно курсувати. Наступного дня після початку повноцінного курсування осіб, що належать до пільгових категорій, зобов'язали оформити електронне посвідчення особи пільгової категорії, тобто спеціальну банківську картку, яку мукачівці називають "карткою мукачівця", що дозволить отримати право на пільговий проїзд у громадському транспорті, але це потрібно було встигнути зробити до 1 грудня 2017 року, в інакшому випадку доведеться платити повну суму — 4,00 грн (зараз 12,00).
Після адміністративної реформи до внутрішньоміських маршрутів додалися маршрути до селищ, що увійшли до Мукачівської міської громади.
2020 року комунальний маршрут №19 (вул. Підгорянська — вул. Окружна) було закрито, на ньому почали курсувати приватники на автобусах ПАЗ-4234. Натомість 22 червня 2020 року почав курсувати маршрут №11 (вул. Олександра Духновича — Дитяча поліклініка), що дозволило створити безперешкодне сполучення з Будинком культури (Палац культури та мистецтв), поліклінікою та ДЮСШ.
У 2022 році автобуси КП «Мукачівпастранс», що працюють на 3 маршрутах, перевезли 2,5 млн. пасажирів.

## Маршрути
| №  | Початок                     | Маршрут | Зворотній маршрут | Кінець                  | Перевізник                             | Примітки |
| -- | --------------------------- | --- | --- | ----------------------- | -------------------------------------- | -------- |
| 2  | вул. Митрополита Володимира | 1. вул. Митрополита Володимира, кінцева 2. магазин АЛМА 3. магазин Ідеал 4. вул. Росвигівська 5. вул. Данила Галицького, цвинтар 6. вул. Садова, Парк Перемоги 7. вул. Грушевського 8. вул. Духновича, військовий ліцей 9. Центр 10. вул. Миру, автовокзал 11. вул. Масарика Томаша, аграрний коледж 12. вул. Академіка Морозова, ринок «Гід» 13. вул. Свалявська (ЗКЛ) 14. вул. Свято-Михайлівська, кінцева                                                                                                 | 1. вул. Свято-Михайлівська, кінцева 2. вул. Свалявська (ЗКЛ) 3. вул. Академіка Морозова, ринок «Гід» 4. вул. Масарика Томаша, аграрний коледж 5. Завод «Мукачево-прилад», вихід до автовокзалу 6. Центр 7. Зелений ринок 8. Поліклініка 9. Парк Перемоги 10. вул. Росвигівська 11. Ощадбанк 12. Магазин «Ідеал» 13. Магазин «АЛМА» 14. вул. Митрополита Володимира, кінцева                                                         | вул. Свято-Михайлівська | КП «Мукачівпастранс»                   |          |
| 3  | вул. Данканича Івана        | 1. вул. Тімірязєва, кінцева 2. ЗОШ № 7 3. вул. Комарова 3. Замок Паланок 4. вул. Берегівська-об'їзна 5. Військова частина 6. вул. Ілони Зріні, сквер Драгоманова (вул. Ромжі) 7. вул. Льва Толстого 8. ЗОШ № 4 9. вул. 26-го жовтня 10. вул. Пушкіна 11. РАГС (РАЦС) 12. вул. Івана Маргітича 13. Центр 14. вул. Миру, автовокзал 15. вул. Масарика Томаша, аграрний коледж 16. Центр профтехосвіти № 15 17. АВС 18. Дитячий садок № 9 19. вул. Трудова 20. вул. Івана Франка 21. вул. Івана Франка, кінцева | 1. вул. Івана Франка, кінцева 2. вул. Івана Франка 3. вул. Трудова 4. Дитячий садок № 9 5. АВС 6. вул. Масарика Томаша, фабрика «Мрія» 7. Завод «Мукачево-прилад», вихід до автовокзалу 8. Центр 9. РАГС (РАЦС) 10. вул. Пушкіна (вул. Соборна) 11. ЗОШ № 4 12. вул. Ілони Зріні, сквер Драгоманова 13. Військова частина 14. вул. Берегівська-об'їзна 15. Замок Паланок 16. вул. Комарова 17. ЗОШ № 7 18. вул. Тімірязєва, кінцева | вул. Івана Франка       | КП «Мукачівпастранс»                   |          |
| 7  | вул. Окружна                | | | вул. Свято-Михайлівська | Приватний перевізник                   |          |
| 8  | вул. Окружна                | | | вул. Івана Франка       | ФОП Головачко Василь Іванович          |          |
| 10 | вул. Митрополита Володимира | | | вул. Петра Сагайдачного | ФОП Головачко Василь Іванович          |          |
| 11 | вул. Духновича              | | | Дитяча Поліклініка      | КП «Мукачівпастранс»                   |          |
| 12 | вул. Митрополита Володимира | | | вул. Івана Франка       | ФОП Павлишинець Олександр Анатолійович |          |
| 15 | вул. Закарпатська           | | | вул. Окружна            | Приватний перевізник                   |          |
| 19 | вул. Підгорянська           | 1. вул. Підгорянська 2. ЗОШ № 6 (Ліцей № 6) 3. вул. Верді 4. вул. Академіка Морозова, ринок «Гід» 5. вул. Масарика Томаша, аграрний коледж 6. Завод «Мукачево-прилад», вихід до автовокзалу 7. Центр 8. РАГС (РАЦС) 9. вул. Ярослава Мудрого 10. Військова лікарня (Військовий шпиталь) 11. Залізничний вокзал 12. вул. Дорошенка 13. вул. Одеська 14. вул. Шевченка 15. ЗОШ № 16 | 1. ЗОШ № 16 2. вул. Шевченка 3. вул. Одеська 4. вул. Дорошенка 5. Залізничний вокзал 6. Військова лікарня (Військовий шпиталь) 7. вул. Ярослава Мудрого 8. РАГС (РАЦС) 9. вул. Івана Маргітича 10. Центр 11. вул. Миру, автовокзал 12. вул. Масарика Томаша, аграрний коледж 13. вул. Академіка Морозова, ринок «Гід» 14. вул. Верді 15. вул. Закарпатська 16. вул. Підгорянська                                                    | вул. Окружна            | Приватний перевізник                   |          |
| 34 | м. Мукачево                 | | | с. Павшино              | ФОП Павлишинець Олександр Анатолійович |          |